# Georg von Bismarck
Georg von Bismarck (15 de febrero de 1891 - 31 de agosto de 1942) fue un general alemán durante la II Guerra Mundial que comandó varias divisiones. Se le concedió la Cruz de Caballero de la Cruz de Hierro de la Alemania Nazi.
Bismarck se unió al ejército en 1910 y tomó parte en la I Guerra Mundial. Durante los años de entreguerras sirvió como oficial en el Reichswehr. Durante la II Guerra Mundial, Bismarck tomó parte en la invasión de Polonia en septiembre de 1939. Durante la batalla de Francia en 1940, comandó un regimiento de infantería motorizada de la 7.ª División Panzer de Erwin Rommel.
En 1941 fue promovido a comandante de la recién formada 20.ª División Panzer. Condujo la división durante la Operación Barbarroja en el frente oriental como parte del Grupo de Ejércitos Centro. En enero de 1942 fue transferido a África para servir en el Afrika Korps como comandante de la 21.ª División Panzer. Aquí sirvió de nuevo a las órdenes de Rommel. Bismarck murió al pisar una mina mientras lideraba la 21.ª División Panzer en la batalla de Alam el Halfa, 31 de agosto de 1942.

## Condecoraciones
- Cruz de Caballero de la Cruz de Hierro el 29 de septiembre de 1940 como Oberst y comandante del Schützen-Regiment 7[2]